# Pena (Lissabon)
Pena war eine portugiesische Gemeinde (Freguesia) im 1. Bairro der Hauptstadt Lissabon. Sie wurde im Rahmen der Gebietsreform der Stadt Lissabon am 29. September 2013 aufgelöst und Teil der neuen Gemeinde Arroios.

## Geographie
Die Gemeinde liegt in etwa zwischen der Avenida da Liberdade und der Avenida Almirante Reis, in Nachbarschaft zum Mouraria-Viertel.

## Bauwerke

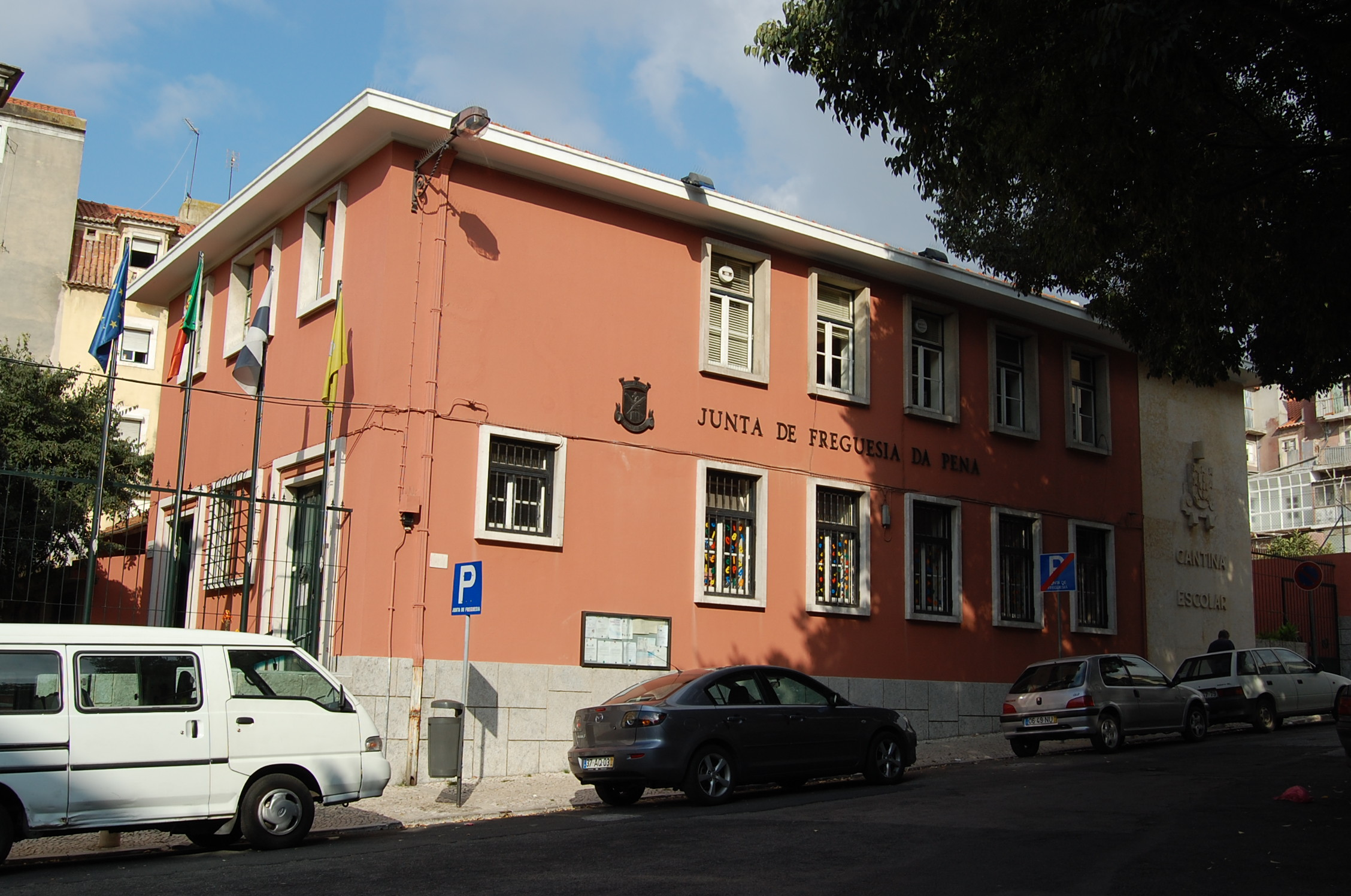
Sitz der Junta de Freguesia

Im nördlichen Teil der damaligen Gemeinde befindet sich am Campo Mártires da Pátria die Botschaft der Bundesrepublik Deutschland.
Weitere Gebäude sind:
- Coliseu dos Recreios
- Palácio Valmor

## Söhne und Töchter
- Amália Rodrigues (1920–1999), Fado-Sängerin und Schauspielerin